# Waterstoniella straeleni
Waterstoniella straeleni is een vliesvleugelig insect uit de familie vijgenwespen (Agaonidae). De wetenschappelijke naam is voor het eerst geldig gepubliceerd in 1932 door Grandi.